# Крест «За храбрость» (Южный Вьетнам)
Вьетнамский крест «За храбрость» — военная награда Южного Вьетнама. Учреждена в августе 1950 года. Также известна как Вьетнамский крест за храбрость. Присуждалась любому военному, совершившему подвиг или проявившему героическое поведение в ходе сражений с вражескими силами. Моделью послужил французский крест войны.
Награда выпускалась для всех союзных наций, оказывавших военную поддержку Южному Вьетнаму начиная с 1 марта 1961 года и заканчивая падением Сайгона. Таким образом, она стала наиболее часто присуждавшейся вьетнамской наградой для иностранцев после медали кампании во Вьетнаме.
Существуют 4 степени ордена, значки которых добавляются к основной медали. Они соответствуют упоминанию в списке представленных к награде по уровню подразделения (или упомянутых в приказе).
- с пальмовым листом (личная награда) (объявлялась в приказе по армии).
- с золотой звездой (приказ по корпусу) (объявлялась в приказе по корпусу).
- с серебряной звездой (приказ по дивизии) (объявлялась в приказе по дивизии).
- с бронзовой звездой (полк или бригада) (объявлялась в приказе по полку).
- крест благодарности армейскому подразделению.

Значки степеней не носятся одновременно, каждая последующая должна заменять предыдущую.
Награда выпускается в трёх версиях, первой из них является стандартный крест за храбрость, его могут носить военные всех подразделений и родов войск, как и иностранные союзники. Другие версии награды — воздушный крест «За храбрость» и морской крест «За храбрость». Они рассматриваются как отдельные награды и по сравнению со стандартным крестом могут присуждаться другими властями.
Этой наградой также могло награждаться и целое подразделение, что отличает эту награду от других. В этом случае присуждался вьетнамский крест за храбрость с пальмой. Такая награда учреждена в 1968 году, орденская ленточка выглядит как ленточка креста за храбрость с металлическим значком пальмы, обрамлённым золотой рамкой. Награда вручалась от имени республики любому военному подразделению, отличившемуся настолько, что всех его членов можно наградить личными крестами Можно носить одновременно личную и групповую награды с тех пор как они рассматриваются как разные награды.
Военнослужащим США было разрешено принимать данную награду с марта 1968 года. В 1974 году генеральный приказ по армии № 8 разрешил принимать эту награду каждому военному подразделению, служившему под командованием по оказанию военной помощи Вьетнаму с 1961 по 1974 год.
Приказ позволил любому военнослужащему армии США, служившему в данный период во Вьетнаме, принять эту награду. Данный приказ не относился к военнослужащим других родов войск, так что им нужно было предъявить приказ о награждении для получения награды.
Военнослужащие США могли получить право на эту награду сделав запрос и показав приказ о награждении. Сама награда или орденская планка рассматривается как иностранная награда, так что никакая официальная военная служба не обязана её поставлять, медаль придётся приобретать самостоятельно. 

Согласно правилам ношения униформы персонал ВМС США может носить только один вьетнамский крест за храбрость, (награду или орденскую ленточку) вне зависимости от их числа. Можно добавлять значки по старшинству на награду или орденскую ленточку.

## Гиперссылки
- Military Orders, Decorations, and Medals of the Republic of Vietnam